# Die 5 Schreckensteiner
Die 5 Schreckensteiner war der bekannteste und erfolgreichste Comic des deutschen Comiczeichners Ferdinand Barlog. Die textlosen Bildergeschichten des laut Eckart Sackmann „künstlerisch biederen, von der Idee her aber ganz amüsanten Strips“ bestanden in der Regel aus fünf Einzelbildern.

## Handlung und Erscheinen
Jede Nacht zur Geisterstunde entsteigen fünf verblichene Ahnen des Schlossherrn von Schloss Schreckenstein ihren Bilderrahmen in der Ahnengalerie und treiben allerlei Unfug. Die Geister, bestehend aus drei Brüdern, einem Burgfräulein und einem Jungen, ärgern hauptsächlich den Diener des Hauses, jedoch wurde auch auf aktuelle Ereignisse Bezug genommen. So wurde im Kriegsjahr 1940 der Nachkomme der Schreckensteiner von seinen Ahnen aufgefordert, nicht zu hamstern.
Die 5 Schreckensteiner waren der Nachfolger von e.o.plauens Vater und Sohn und erschienen von Heft Nummer 23 des Jahres 1939 bis Heft Nummer 31 des Jahres 1940 in der Berliner Illustrirten Zeitung. Eine 1940 erschienene Buchausgabe erreichte eine Gesamtauflage von 3,5 Millionen Exemplaren.